# Mecyna
Mecyna är ett släkte av fjärilar som beskrevs av Doubleday 1849. Enligt Catalogue of Life ingår Mecyna i familjen Crambidae, men enligt Dyntaxa är tillhörigheten istället familjen mott.

## Bildgalleri

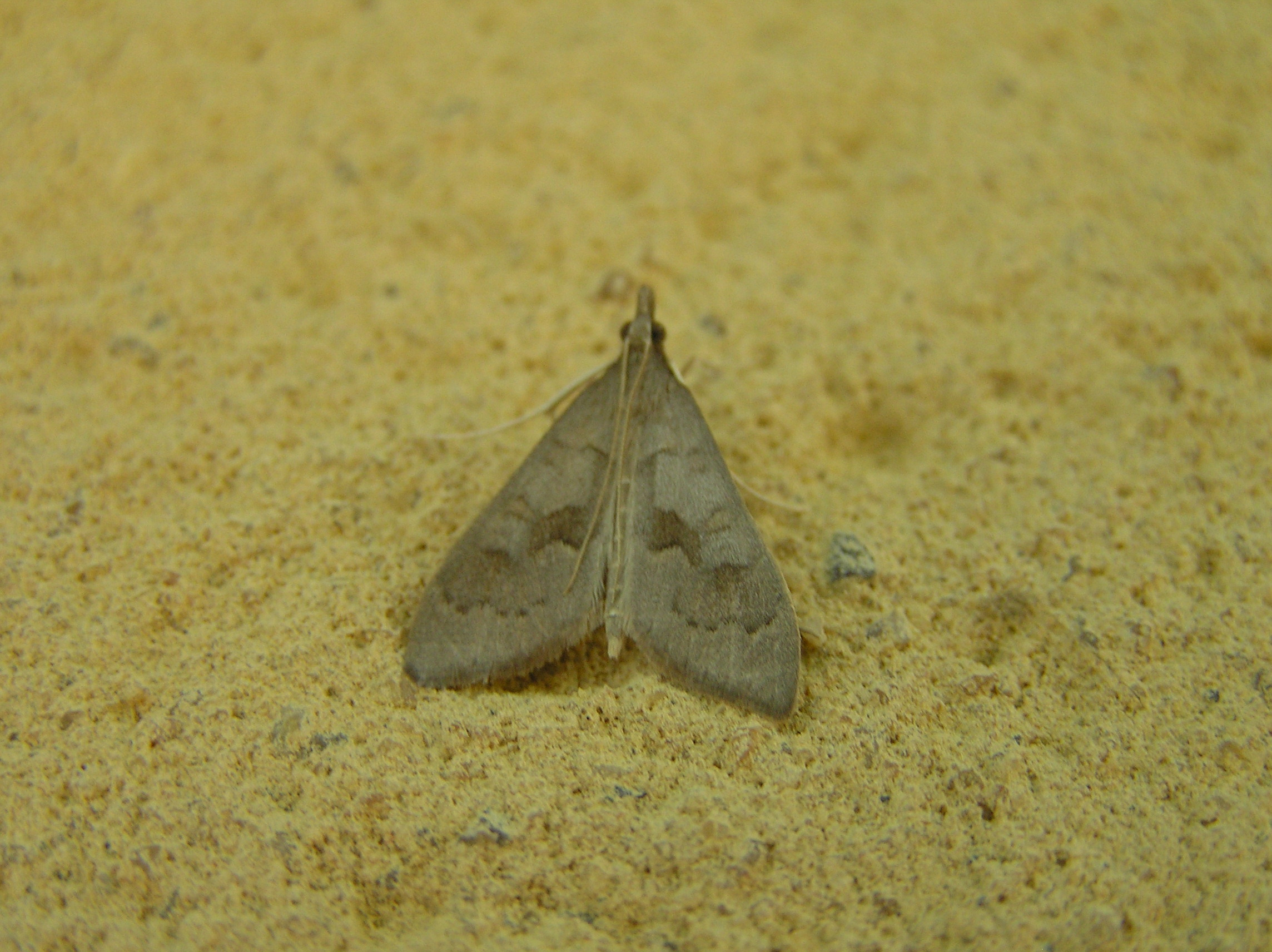
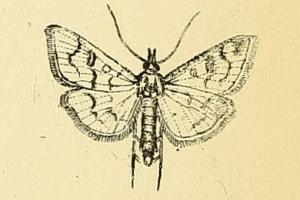
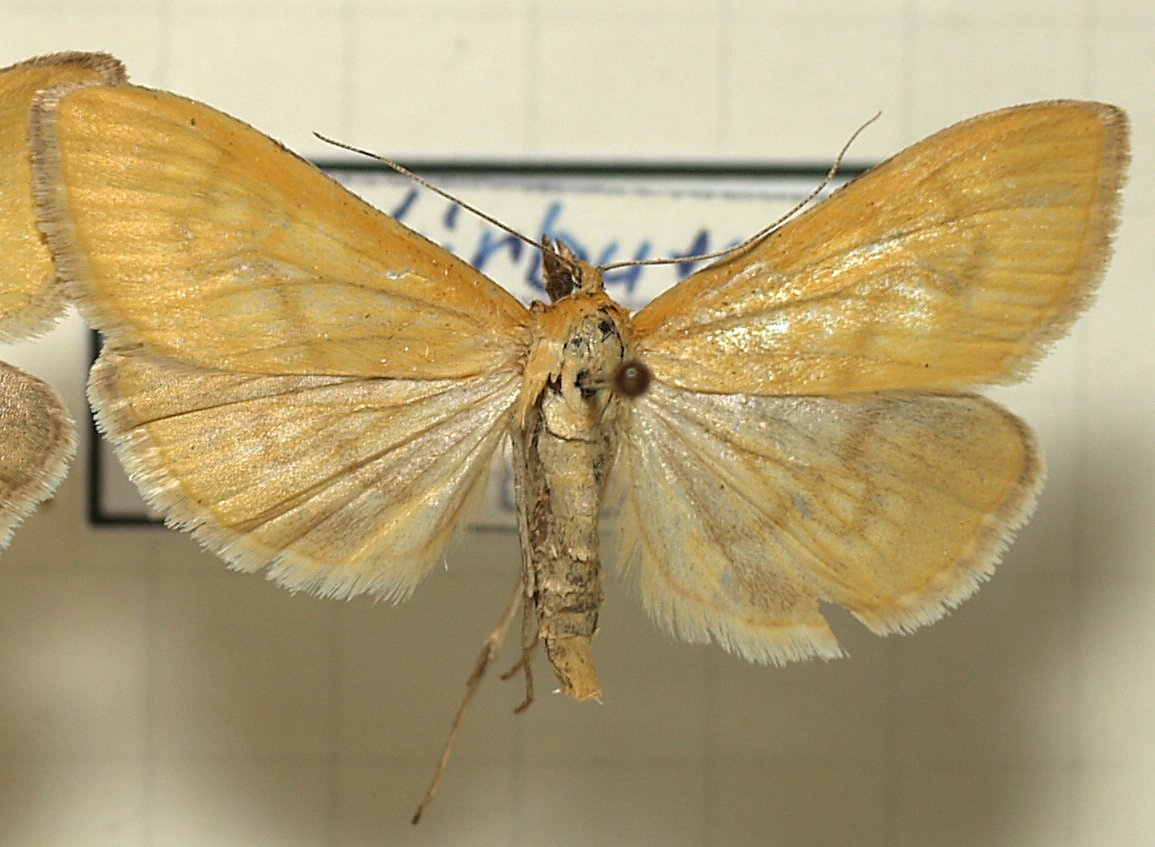

## Dottertaxa tillMecyna, i alfabetisk ordning[1][2]
- Mecyna albalis
- Mecyna albaviacinensis
- Mecyna amasialis
- Mecyna andalusica
- Mecyna anienalis
- Mecyna asiaticalis
- Mecyna asinalis
- Mecyna auralis
- Mecyna babalis
- Mecyna bandiamiralis
- Mecyna biternalis
- Mecyna bornicensis
- Mecyna catenulalis
- Mecyna characteralis
- Mecyna citralis
- Mecyna cocosica
- Mecyna confovealis
- Mecyna cuencalis
- Mecyna dissectalis
- Mecyna flavalis
- Mecyna flavicoloralis
- Mecyna flaviculalis
- Mecyna fuscimaculalis
- Mecyna gomagoialis
- Mecyna grisealis
- Mecyna indistinctalis
- Mecyna joannisalis
- Mecyna levilinealis
- Mecyna luscitalis
- Mecyna lutalbalis
- Mecyna lutealis
- Mecyna luteofluvalis
- Mecyna marcidalis
- Mecyna marioni
- Mecyna maroccanensis
- Mecyna micalis
- Mecyna monulalis
- Mecyna mustelinalis
- Mecyna obsoletalis
- Mecyna paludalis
- Mecyna pilalis
- Mecyna pontica
- Mecyna salangalis
- Mecyna sefidalis
- Mecyna submedialis
- Mecyna syriasalis
- Mecyna trinalis
- Mecyna tripunctalis